# Monte Monna (Picentini)

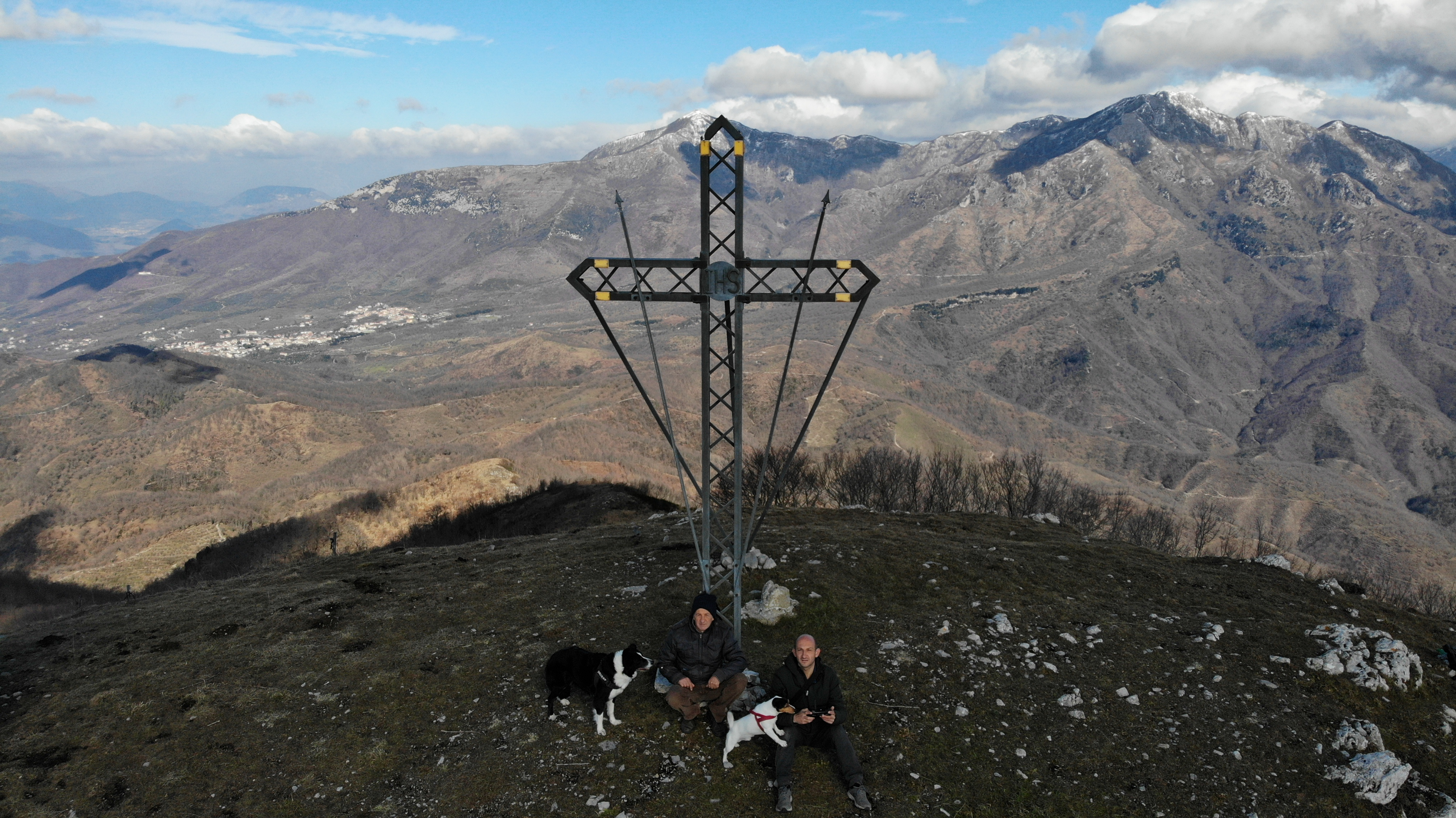

Il monte Monna è un rilievo dei monti Picentini che sovrasta il comune di Castiglione del Genovesi. È alto 1195 metri sul livello del mare e presenta un clima freddo, assai piovoso nel semestre freddo con nevicate abbastanza frequenti dai 900-1000 mt; raramente il clima è caldo e ventilato nel semestre caldo, specie nel trimestre estivo. È sito 12 km ad est del capoluogo della provincia di Salerno in cui ricade.